# Andrea Colpani
Andrea Colpani, né le 11 mai 1999 à Brescia en Italie, est un footballeur italien, qui évolue au poste de milieu central à l'ACF Fiorentina, en prêt de l'AC Monza.

## Biographie

### En club
Né à Brescia en Italie, Andrea Colpani est formé par l'Atalanta Bergame. Considéré comme l'un des joueurs les plus prometteurs de sa génération à l'Atalanta, il est notamment nommé dans les 100 meilleurs jeunes joueurs italiens par tuttomercatoweb.
Le 17 juillet 2019, Andrea Colpani rejoint le Trapani Calcio, club de Serie B, où il est prêté par l'Atalanta pour la saison 2019-2020. Il joue son premier match en professionnel le 11 août 2019, lors d'un match de coupe d'Italie face au Plaisance Calcio 1919. Son équipe s'impose sur le score de trois buts à un lors de cette partie.
Lors de l'été 2020 Colpani est de nouveau prêté, cette fois-ci à l'AC Monza pour deux ans avec une option d'achat,.
Lors de la saison 2021-2022, Colpani participe à la montée du club en Serie A, l'AC Monza accédant pour la première fois de son histoire à l'élite du football italien après être sorti victorieux d'un match de barrage face au Pise SC,.
Le 26 juillet 2024, Andrea Colpani rejoint l'ACF Fiorentina sous la forme d'un prêt payant de quatre millions d'euros, assorti d'une option d'achat.

### En équipe nationale
Andrea Colpani est retenu avec l'équipe d'Italie des moins de 20 ans pour participer à la coupe du monde des moins de 20 ans en 2019. Il prend part à trois matchs durant ce tournoi et les Italiens sont éliminés en demi-finale par l'Ukraine.
Colpani joue son premier match avec l'équipe d'Italie espoirs le 3 septembre 2020, contre la Slovénie. Il est titulaire et marque son premier but en ouvrant le score sur coup franc direct. Les Italiens s'imposent finalement par deux buts à un.